# 丰乐镇 (武威市)
丰乐镇，是中华人民共和国甘肃省武威市凉州区下辖的一个乡镇级行政单位。

## 行政区划
丰乐镇下辖以下地区：
龙口村、丰乐村、昌隆村、怀西村、沙滩村、截河村、新桥村、泉沟村、寨子村、头牌村、沙城村、民生村、青林村、红林村和乔家寺村。